# Campionato mondiale maschile di pallacanestro Under-19 1983
Il 2º Campionato mondiale maschile di pallacanestro Under-19 (noto anche come 1983 FIBA Under-19 World Championship) si è svolto in Spagna, a Palma di Maiorca, dal 14 al 28 agosto 1983.

## Squadre partecipanti
- Angola
- Argentina
- Australia
- Brasile
- Canada
- Cina
- Germania Ovest

- Italia
- Jugoslavia
- Rep. Dominicana
- Spagna
- Stati Uniti
- Unione Sovietica
- Uruguay

## Classifica finale
| Campione del Mondo | Campione del Mondo | Campione del Mondo | Campione del Mondo |
| --- | ------------------ | --- | ------------------ |
| Stati Uniti under 194 Skiles, 5 Blackmon, 6 Washington, 7 Hall, 8 Johnson, 9 Berry, 10 Walker, 11 Gattison, 12 Woodside, 13 Boagni, 14 Smith, 15 Krystkowiak, All. Ron Nikcevich |                    | |                    |
| Argento | Unione Sovietica   | Unione Sovietica under 194 Grebnev, 5 Žarkov, 6 Sokk, 7 Miglinieks, 8 Ochotnikov, 9 Žukanenko, 10 Kornichin, 11 Tichonenko, 12 Kočergin, 13 Marčiulionis, 14 Volkov, 15 Sabonis, All. -           |                    |
| Bronzo | Brasile            | Brasile under 194 Álvaro, 5 Domingos, 6 Fábio, 7 Luiz Felipe, 8 Rolando, 9 Paulão, 10 Luiz Zanon, 11 Pipoka, 12 Paulinho, 13 Chuí, 14 Siço, 15 Joel, All. -                                       |                    |
| 4. | Spagna             | Spagna under 194 Marrero, 5 Llorente, 6 Arcega, 7 Vecina, 8 Villacampa, 9 Rementería, 10 Montero, 11 Peña, 12 Blázquez, 13 Hernangómez, 14 Rodríguez, 15 Montes, All. -                           |                    |
| 5. | Germania Ovest     | Germania Ovest under 194 Baeck, 5 Schmitz, 6 Sauer, 7 Schindler, 8 Wolf, 9 Risse, 10 Knillmann, 11 Deuster, 12 Schrempf, 13 Winter, 14 Welp, 15 Behnke, All. -                                    |                    |
| 6. | Italia             | Italia under 194 Sbaragli, 5 Marino, 6 Paci, 7 Sala, 8 Romano, 9 Ragazzi, 10 Nobile, 11 Binelli, 12 Boni, 13 Morandotti, 14 Montecchi, 15 Bosa, All. -                                            |                    |
| 7. | Argentina          | Argentina under 194 Richotti, 5 Campana, 6 Espada, 7 Medina, 8 Montenegro, 9 Parizzia, 10 Haile, 11 Belli, 12 Uranga, 13 Aispurúa, 14 Secrestat, 15 Severini, All. -                              |                    |
| 8. | Jugoslavia         | Jugoslavia under 194 Radunović, 5 Perasović, 6 Arapović, 7 Zdovc, 8 Jovanović, 9 Lukenda, 10 Bukumirović, 11 Sobin, 12 Cvjetićanin, 13 Mavrenski, 14 Petović, 15 Milivojša, All. Rusmir Halilović |                    |
| 9. | Rep. Dominicana    | Rep. Dominicana under 194 Tusen, 5 Esteban, 6 García, 7 S. Norla, 8 Horford, 9 Rosario, 10 Modesto, 11 Flores, 12 Vardes, 13 Santos, 14 Nadal, 15 Vargas, All. -                                  |                    |
| 10. | Australia          | Australia under 194 Watterson, 5 Coten, 6 Dalton, 7 Flanigan, 8 Morrissey, 9 Caldwell, 10 Cottrell, 11 Johnson, 12 Sinderberry, 13 Gaze, 14 K. Luwe, 15 Wain, All. -                              |                    |
| 11. | Cina               | Cina under 194 Min, 5 Wu, 6 Zhang Y., 7 Li, 8 Wang F., 9 Song, 10 Gao, 11 Zhang X., 12 Wei, 13 Wang X., 14 Xue, 15 Wang H., All. -                                                                |                    |
| 12. | Uruguay            | Uruguay under 194 Costa, 5 Trinidade, 6 Pierri, 7 de León, 8 Walter, 9 Ferreira, 10 Coelho, 11 Grajales, 12 Pereyra, 13 Costa, 14 Vieitez, 15 Pereira, All. -                                     |                    |
| 13. | Angola             | Angola under 194 Kol, 5 Moreira, 6 João, 7 Matamba, 8 Pereira, 9 Covilhã, 10 Clemente, 11 Gonçalves, 12 Pedro, 14 Guimarães, 15 Conceição, All. -                                                 |                    |
| 14. | Canada             | Canada under 194 Papadakos, 5 Turcotte, 6 Clelend, 7 Byrne, 8 Munro, 9 Ohl, 10 Ogams, 11 Kipfer, 12 Tokarchlick, 13 Southward, 14 Schmidt, 15 Marter, All. -                                      |                    |